# Synagoga w Krasnopolu
Synagoga w Krasnopolu – synagoga zbudowana w 1850 roku przy Małym Rynku Żydowskim, pomiędzy obecnymi ulicami Polną i Pierwszego Maja w Krasnopolu.
Podczas II wojny światowej hitlerowcy zdewastowali synagogę. Od zakończenia wojny budynek stał opuszczony, aż do 1988 roku, kiedy to go otynkowano i przebudowano. Obecnie mieści się w nim sklep, poprzednio był użytkowany jako bar. Pierwsze piętro budynku zaadaptowano na mieszkanie.
Murowany z surowego kamienia budynek synagogi wzniesiono na planie prostokąta. Pierwotnie był kryty gontem, zaś obecnie dachówką.